# Емилия Костова
Емилия Мирчева Костова е български политик от БЗНС.

## Биография
Родена е на 1 октомври 1945 г. в Петрич. Завършила е Медицински институт в Киев, Украинска ССР. Членува в БЗНС от 1976 г. От 1969 г. е лекар-ординатор в Благоевград, а след това завежда отдела по „Комунална хигиена“ в Хигиенно-епидемиологичната станция. През 1979 г. започва да работи като завеждащ отдел „Политическа просвета“ в Окръжното ръководство на БЗНС. От 1981 до 1982 г. е заместник-председател на ръководството. От 1982 до 1985 г. е завеждащ сектор в отдел „Организационен“ на Постоянното присъствие на БЗНС. През 1985 г. става председател на Окръжното ръководство. На 35-ия конгрес на БЗНС е избрана за член на Управителния съвет на БЗНС.. От 19 юни 1986 до 3 април 1990 г. е член на Държавния съвет на НРБ.